# 리바디아궁

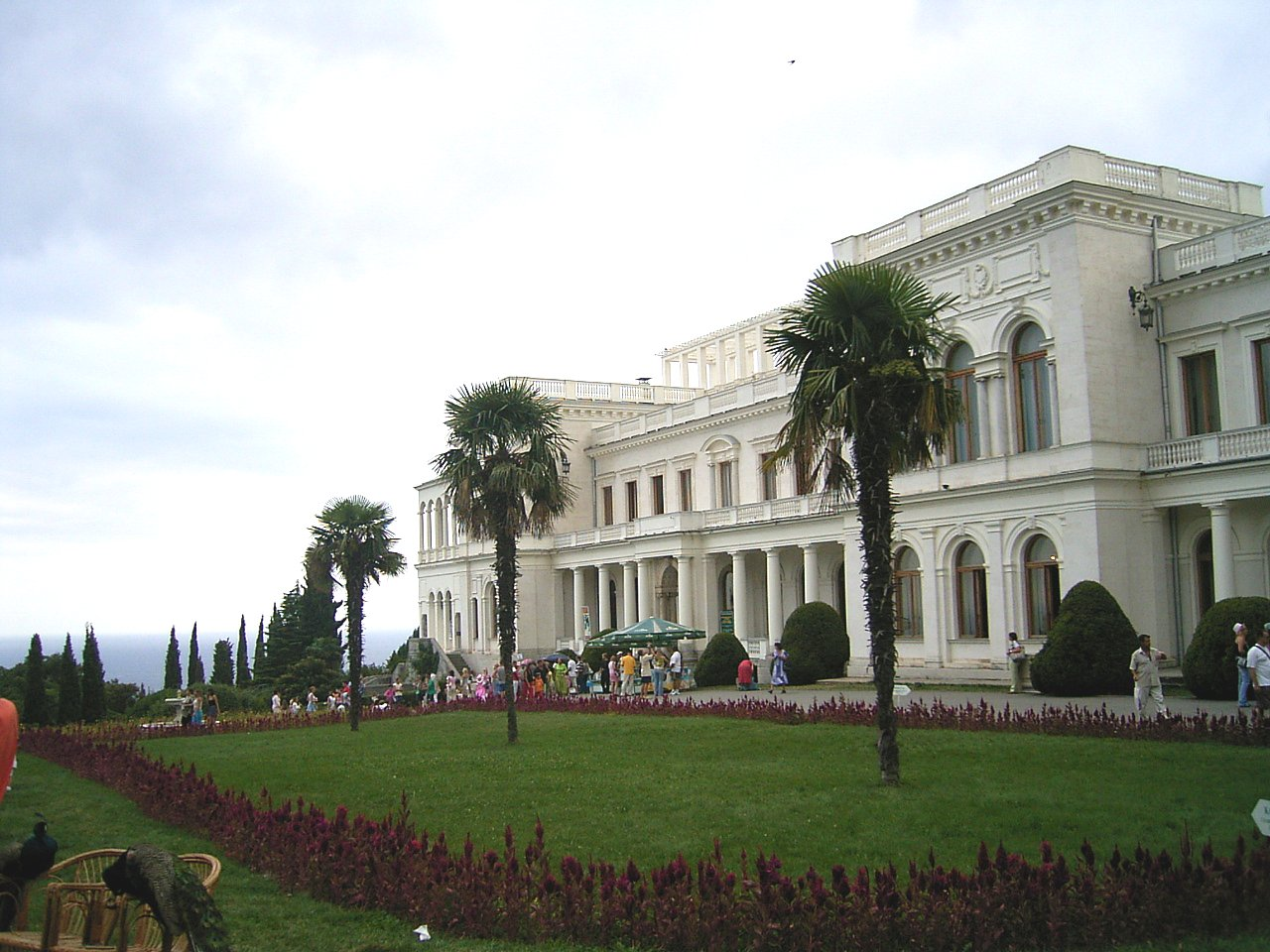
리바디아궁의 정면

리바디아궁(우크라이나어: Лівадійський палац), 러시아어: Ливадийский дворец)은 크림반도 얄타의 리바디아에 위치한 궁전이다. 러시아 제국의 마지막 황제인 니콜라이 2세와 그의 가족이 머물렀던 여름 피접 장소이기도 하다.
얄타 회담이 1945년 이곳에서 열렸으며 프랭클린 루스벨트 대통령과 미국 파견단이 궁전의 별관에서 머물렀다. 오늘날 궁전은 박물관의 역할을 하지만 국제적인 친선 무대나 정상 회담이 열릴 때 쓰인다.

## 역사

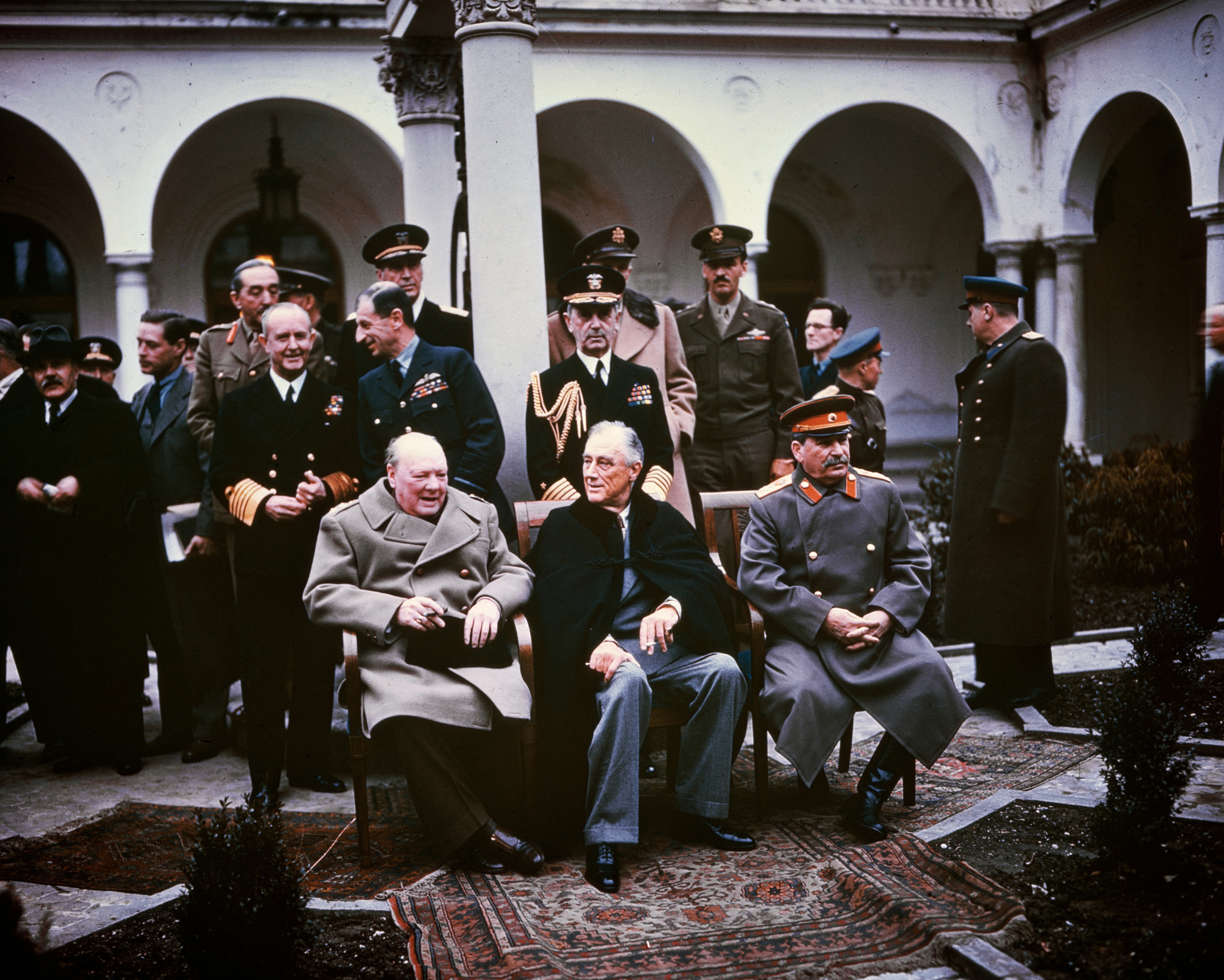
리비디아궁의 얄타회담(처칠, 루즈벨트, 스탈린)

궁전의 예배당과 대전을 비롯해 각전은 이포리토 모니게티(Ippolito Monighetti)가 지었으며 1860년대 이후로 러시아 왕족이 머무는 여름 별장의 역할을 해왔다. 특별히 알렉산드르 2세가 이곳을 좋아하였고 그의 아들인 알렉산드르 3세는 궁전의 작은 별관에서 숨을 거두었다.
1909년 알렉산드르 3세의 아들인 니콜라스와 그의 아내는 이탈리아로 여행을 떠났다가 르네상스식 궁전의 화려한 모습에 감탄한다. 여행을 마치고 와서 부부는 가장 뛰어난 건축가로 정평 나 있던 니콜라이 크라스노브를 초청하여 모든 공사를 맡기게 된다. 공사는 궁전 전면을 화려하게 가꾸어 최신식의 궁전을 갖추는 것이었다. 왕의 기록을 보더라도 왕족 사이에서 궁전 보수 공사에 대해 열렬한 토론을 벌였다고 쓰여있다. 계획 중 하나는 모든 건물의 외관이 다르게 보이도록 신경 쓰는 일도 포함되어 있었다. 건축은 13개월 동안 이뤄졌으며 새 궁전은 1911년 9월 11일 열렸다.
궁전은 한때 정신학협회로 쓰이기도 하다가 지금에 와서는 박물관으로 쓰이고 있다. 대부분의 역사적 공간은 유실된 것이 많다.

## 건축
리바디아궁은 흰 빛의 크림반도산 화강암으로 지어졌으며 양식은 신르네상스 식을 따랐다. 건물은 아치형의 주량 현관을 하고 있으며 문밖 테라스는 아랍식, 이탈리아식의 양식을 하고 있다. 피렌체 식의 타워도 있으며 창은 벽옥으로 하여 발코니식으로 꾸몄다. 전체적으로 궁전의 각 건물은 비잔틴양식도 가미하고 있어 연결되며 특별히 교회가 이 양식을 따르고 있다. 예배당은 1866년 모니게티라는 사람이 만들었다.
전체 방은 116개이며 각 내부의 스타일이 다르다. 영국식 당구 전용실, 바로크식 식당, 니콜라스 2세가 생전에 특별히 좋아했다는 단풍 나무 원목으로 만든 도서관 전용실도 있다.